# Brian Robinson
Brian Robinson (ur. 21 marca 1948 roku w Stockton-on-Tees) – brytyjski kierowca wyścigowy.

## Kariera
Robinson rozpoczął międzynarodową karierę w wyścigach samochodowych w 1968 roku od startów w RAC British Saloon Car Championship. Z dorobkiem pięćdziesięciu punktów uplasował się tam na trzeciej pozycji w klasyfikacji generalnej. W późniejszych latach pojawiał się także w stawce European Touring Car Championship, European 2-litre Sports Car Championship for Makes, Springbok Trophy Series, Europejskiej Formuły 2, Brytyjskiej Formuły Atlantic, Brytyjskiej Formuły 5000, Formuły 1 BRDC International Trophy, Shellsport International Series, III Hitachi Trophy, Brytyjskiej Formuły 1, The British Open oraz British Touring Car Championship.
W Europejskiej Formule 2 Szwed startował w latach 1973, 1981. Punktował jedynie w 1981 roku. Dorobek jednego punktu dał mu dziewiętnaste miejsce w końcowej klasyfikacji kierowców.